# Witalij Kunycia
Witalij Wiktorowycz Kunycia, ukr. Віталій Вікторович Куниця, ros. Виталий Викторович Куница, Witalij Wiktorowicz Kunica (ur. 1 listopada 1968 w Czerniowcach) – ukraiński piłkarz, grający na pozycji bramkarza, trener piłkarski.

## Kariera piłkarska

### Kariera klubowa
W 1986 rozpoczął karierę piłkarską w zespole amatorskim Łehmasz Czerniowce. W sezonie 1992/93 bronił barw Bukowyny Czerniowce. Występował również w drużynie amatorskiej Łada Czerniowce. W 1993 grał w klubie Dnister Zaleszczyki. W 1994 wyjechał do Mołdawii, gdzie został piłkarzem Progresulu Bryczany. W 1996 przeszedł do klubu Gloria-Cuarț Edineț. Latem 1996 przeniósł się do Romy Bielce, w której zakończył karierę piłkarską.

## Kariera trenerska
Po zakończeniu kariery piłkarza rozpoczął karierę szkoleniową. Najpierw trenował zespoły amatorskie obwodu czerniowieckiego. Pracował również w szkole sportowej Bukowyna Czerniowce. Przez 6 lat prowadził SKA Czerniowce. W 2006–2007 pomagał trenować mołdawski Nistru-2 Otaci. W czerwcu 2017 dołączył do sztabu szkoleniowego Bukowyny. 4 grudnia 2018 został mianowany na stanowisko głównego trenera czerniowieckiej drużyny, którym kierował do 2 lipca 2019.